# Castoraeschna longfieldae
Castoraeschna longfieldae är en trollsländeart som först beskrevs av Douglas E. Kimmins 1929.  Castoraeschna longfieldae ingår i släktet Castoraeschna och familjen mosaiktrollsländor. Inga underarter finns listade i Catalogue of Life.